# Pieksämäki
Pieksämäki is een gemeente en stad in de Finse provincie Oost-Finland en in de Finse regio Zuid-Savo. De gemeente heeft een landoppervlakte van 1.569,03 km² en telt 17.077 inwoners (2022).

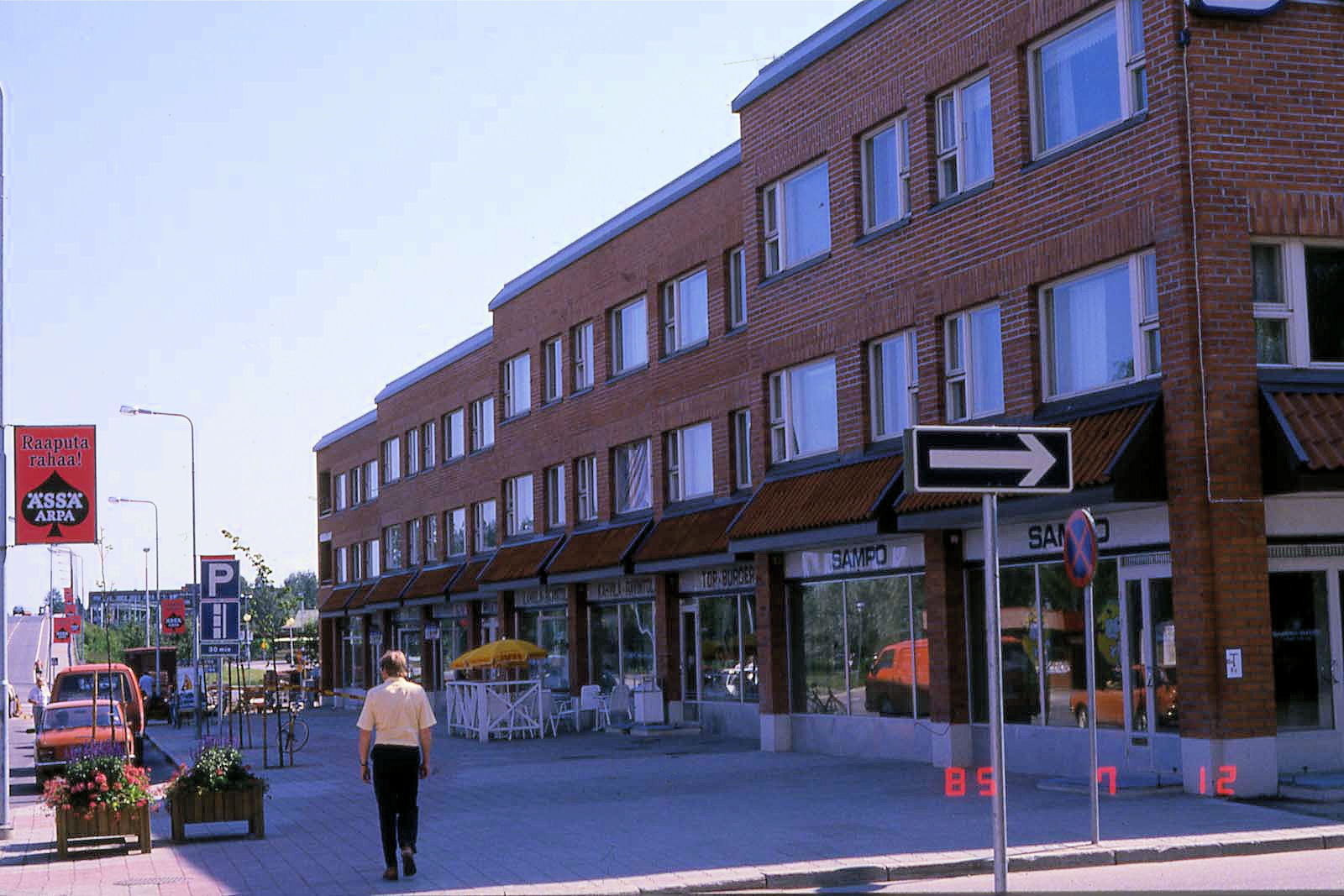
Straat in Pieksämäki
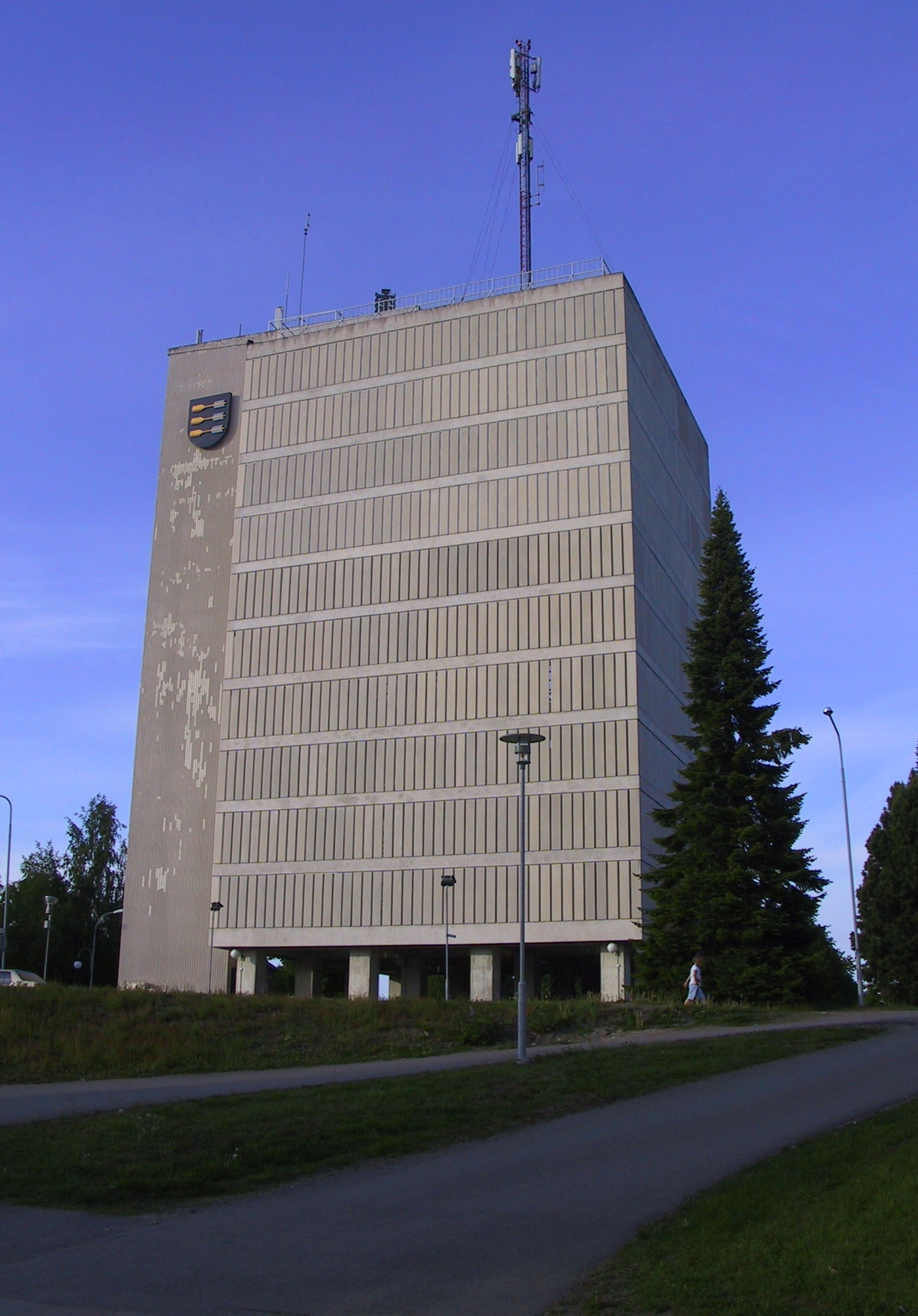
Watertoren van Pieksämäki
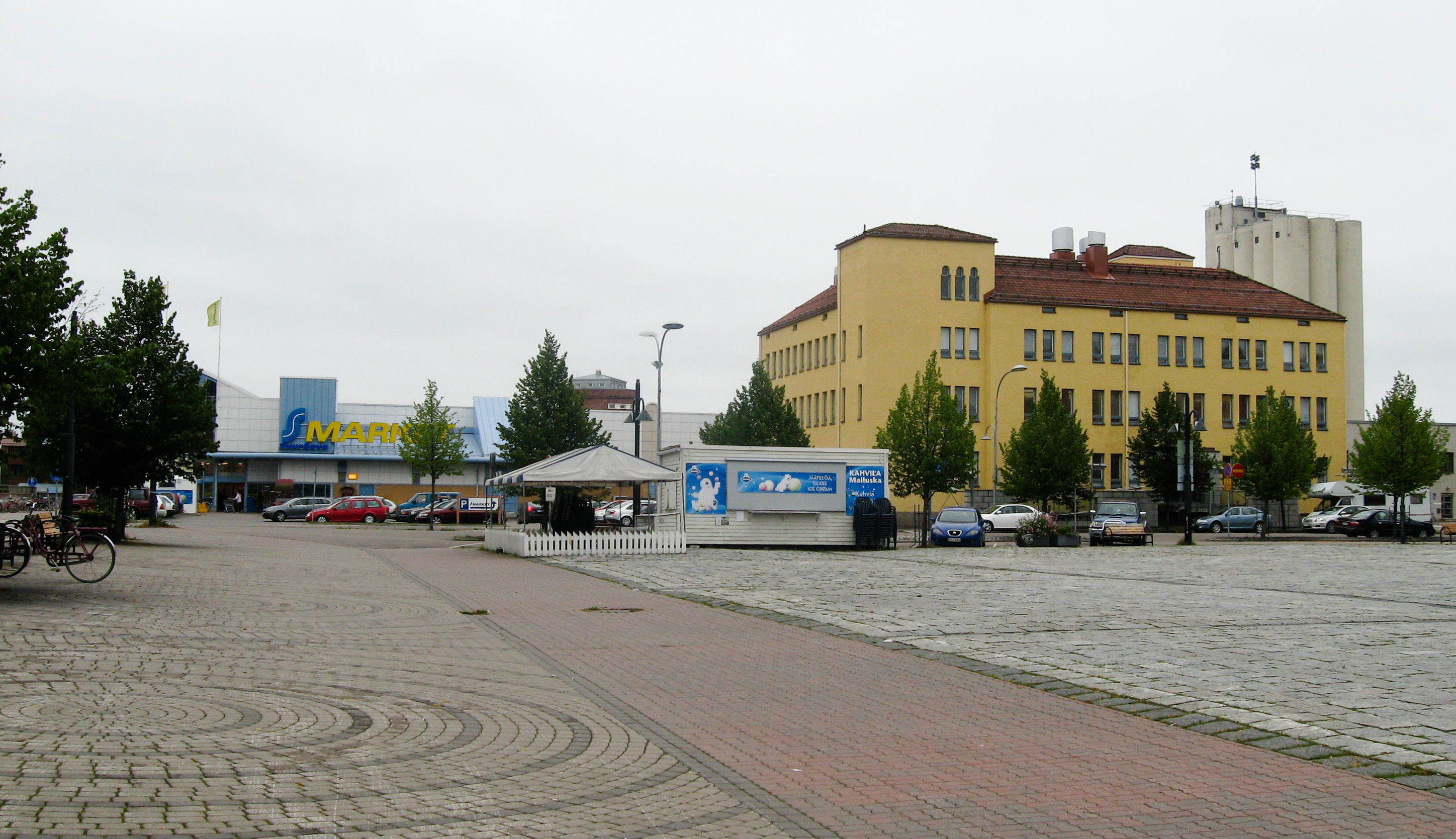
Marktplein van Pieksämäki

## Geboren
- Leo Houtsonen (1958), Fins voetballer
- Markus Puolakka (1985), Fins schaatser
- Ari-Pekka Liukkonen (1989), Fins zwemmer